# Charles Hansen
Charles Carl Hans Hansen (nascido em 23 de abril de 1891, data de morte desconhecida) foi um ciclista dinamarquês que representou o seu país nos Jogos Olímpicos de Verão de 1912.